# Miss Indiana USA
 (novembre 2016).
Miss Indiana USA, est un concours de beauté féminin, réservé aux jeunes femmes âgées de 17 à 27 ans, habitant de l'état de l'Indiana, l'élection est qualifiée pour Miss USA.

## Titulaires
| Année | Nom                  | Domicile         | Âge1 | Classement à Miss USA                      | Prix spéciaux à Miss USA  | Notes |
| ----- | -------------------- | ---------------- | ---- | ------------------------------------------ | ------------------------- | --- |
| 2025  | Sydney Shrewsbury    | Indianapolis     | 24   |                                            |                           | |
| 2024  | Stephanie Sullivan   | Elkhart          | 33   |                                            |                           | |
| 2023  | Haley Jordan         | Pittsboro        | 24   |                                            |                           | Participation à Miss Indiana 2017 |
| 2022  | Samantha Paige Toney | Clarksville      | 27   |                                            |                           | |
| 2021  | A'Niyah Birdsong     | Anderson         | 26   |                                            |                           | |
| 2020  | Alexis Lete          | New Albany       | 23   | 3e dauphine                                |                           | |
| 2019  | Tate Fritchley       | Evansville       | 21   |                                            | Miss Congeniality         | |
| 2018  | Darrian Arch         | Chesterton       | 22   |                                            |                           | Miss Indiana Teen USA 2013 |
| 2017  | Brittany Winchester  | Indianapolis     | 26   |                                            |                           | |
| 2016  | Morgan Abel          | North Vernon     | 25   |                                            |                           | Miss Indiana Teen USA 2008 |
| 2015  | Gretchen Reece       | North Vernon     | 23   |                                            | Miss Photogenic           | |
| 2014  | Mekayla Diehl        | Bristol          | 25   | Top 20                                     |                           | wt. 137 livres (62 kg), size 4 dress |
| 2013  | Emily Hart           | Fort Wayne       | 25   |                                            |                           | |
| 2012  | Megan Myrehn         | Carmel           | 20   |                                            |                           | Participation à Miss Virginie Teen USA 2008 et Top 15 à Miss Teen USA 2008 |
| 2011  | Jillian Wunderlich   | Kokomo           | 19   | Top 16                                     |                           | Participation à Miss Florida Teen USA 2008 et Top 15 à Miss Teen USA 2008 |
| 2010  | Allison Biehle       | North Vernon     | 21   |                                            |                           | |
| 2009  | Courtni Hall         | Crawfordsville   | 22   |                                            |                           | Participation à Miss Indiana Teen USA 2004 |
| 2008  | Brittany Mason       | Anderson         | 21   | Top 10 finaliste, finit à la 7e place      |                           | |
| 2007  | Jami Stallings       | Newburgh         | 20   |                                            |                           | Participation à Miss Indiana Teen USA 2003, Top 15 à Miss Teen USA 2003 |
| 2006  | Bridget Bobel        | Peru             | 26   |                                            |                           | Top 10 à National Sweetheart 2004; Sœur de Miss Indiana 2000 Betsy Bobel |
| 2005  | Kaitlyn Christopher  | Kokomo           | 18   |                                            |                           | |
| 2004  | Stephanie Keusch     | Jasper           | 24   |                                            |                           | |
| 2003  | Tashina Kastigar     | West Terre Haute | 22   | Demi-finaliste, finit à la 7e place        |                           | Participation à Miss Indiana Teen USA 1998 |
| 2002  | Kelly Lloyd          | Indianapolis     | 25   | 2e dauphine                                |                           | Triple Crown winner, previously Miss Indiana Teen USA 1993 1st runner up Miss Teen USA 1993 and Miss Indiana 1999; 2nd runner-up to National Sweetheart 1998; Current director of operations for the Miss Indiana USA and Miss Indiana Teen USA pageants |
| 2001  | Sarah McClary        | Evansville       | 22   |                                            |                           | Participation à Miss Indiana Teen USA 1995 |
| 2000  | Kristal Wile         | Anderson         | 23   |                                            |                           | |
| 1999  | Pratima Yarlagadda   |                  |      | Top 10 Demi-finaliste, Finie à la 6e Place |                           | |
| 1998  | Nicole Llewellyn     |                  |      |                                            |                           | Participation à Miss Indiana Teen USA 1992 (demi-finaliste in Miss Teen USA 1992) et Madame. Indiana 2001, Mrs. America 2001 & Mrs. World 2002 |
| 1997  | Tricia Nosko         | Evansville       | 25   |                                            |                           | |
| 1996  | Holly Roehl          |                  | 23   | Top 10 Demi-finaliste, Finie à la 8e Place |                           | Participation à Miss Georgia Teen USA 1990, 2e dauphine de Miss Teen USA 1990 |
| 1995  | Heather Hart         | Newburgh         |      |                                            |                           | Participation à Miss Indiana Teen USA 1991, Top 12 à Miss Teen USA 1991 |
| 1994  | Kim Scull            | Clarksville      |      |                                            |                           | |
| 1993  | Lisa Higgins         | South Bend       |      |                                            |                           | |
| 1992  | Heather Gray         |                  |      |                                            | Meilleur costume national | |
| 1991  | Cathi Bennett        |                  |      |                                            |                           | |
| 1990  | Meri Buker           |                  |      |                                            |                           | |
| 1989  | Gwen Volpe           |                  |      |                                            |                           | |
| 1988  | Loetta Earnest       |                  |      |                                            |                           | |
| 1987  | Alecia Masalkoski    | Bremen           |      |                                            |                           | Participation à Miss Michigan 1985 |
| 1986  | Diane Andrysiak      | South Bend       |      |                                            |                           | |
| 1985  | Theresa Hobbs        | Wilmington       |      |                                            |                           | |
| 1984  | Susan Willardo       | Highland         |      |                                            |                           | |
| 1983  | Toni Yudt            | Portage          |      |                                            |                           | |
| 1982  | Sara Binkley         | Greencastle      |      |                                            |                           | |
| 1981  | Holli Dennis         | Fort Wayne       |      | 1re dauphine                               |                           | |
| 1980  | Susan Osby           | Hebron, Indiana  |      |                                            |                           | |
| 1979  | Deborah Hayes        | Kokomo           |      |                                            |                           | |
| 1978  | Jayme Buecher        |                  |      | 3e dauphine                                |                           | |
| 1977  | Lynn Flaherty        | Nappanee         |      |                                            |                           | |
| 1976  | Annette Anderson     |                  |      |                                            |                           | |
| 1975  | Jo Berryman          | Kokomo           |      | Demi-finaliste                             |                           | représentante de l'Indiana à Miss Monde USA 1974 |
| 1974  | Lisa Childress       |                  |      |                                            |                           | |
| 1973  | Debbie Ausenbaugh    |                  |      |                                            |                           | |
| 1973  | Tessa Seay           | New Albany       |      | Demi-finaliste                             |                           | |
| 1972  | Julie Clifford       |                  |      |                                            |                           | 1re dauphine de Miss Monde USA 1975 |
| 1971  | Debra Downhour       |                  |      |                                            |                           | |
| 1970  | Mary McBride         | Michigan City    | 22   |                                            |                           | |
| 1969  | Linda Smith          |                  |      |                                            |                           | |
| 1968  | Nikki Peck           |                  |      |                                            |                           | |
| 1967  | Pamela Talmadge      |                  |      |                                            |                           | |
| 1966  | Elaine Richards      |                  |      | 2e dauphine                                |                           | Morte en 1984 après une longue maladie |
| 1965  | Pas de concours      |                  |      |                                            |                           | |
| 1964  | Charlene Kratochvil  |                  |      |                                            |                           | |
| 1963  | Vickie Little        |                  |      |                                            |                           | |
| 1962  | Sue Ekamp            |                  |      | Demi-finaliste                             |                           | |
| 1961  | Janice Oliver        |                  |      |                                            |                           | |
| 1960  | June Cochran         |                  |      |                                            |                           | Playmate de Playboy (Miss Décembre 1962) puis Playmate of the Year |
| 1959  | Anita Watkins        |                  |      |                                            |                           | |
| 1958  | Shirley Ball         |                  |      |                                            |                           | |
| 1957  | Pat Dorsett          |                  |      |                                            |                           | |
| 1956  | Beverly Mattox       |                  |      |                                            |                           | |
| 1955  | Mary Wasick          |                  |      |                                            |                           | |
| 1954  | Cecilia Dennis       | Milan            |      | Demi-finaliste                             |                           | |
| 1953  | Edith Krumme         |                  |      |                                            |                           | |
| 1952  | Virginia Johnson     |                  |      | Demi-finaliste                             |                           | |

1 Age at the time of the Miss USA pageant